# 레이저 TV
레이저 TV(Laser TV) 또는 레이저 컬러 텔레비전 또는 레이저 컬러 비디오 디스플레이는 서로 다른 색상의 두 개 이상의 개별적으로 변조된 광학(레이저) 광선을 활용하여 결합된 점을 생성하는 텔레비전 유형이다. 이 광선은 이미지 평면을 가로질러 스캔되고 투사된다. 컬러 텔레비전 디스플레이를 생성하기 위해서는 다각형 거울 시스템이나 광전자 수단을 사용하는 것이 덜 효율적이다. 시스템은 전체 그림을 한 번에 한 점씩 스캔하고 음극선관의 전자빔처럼 레이저를 고주파에서 직접 변조하거나 레이저를 광학적으로 퍼뜨린 다음 변조하고 한 번에 한 줄을 스캔하는 방식으로 작동한다. 라인 자체는 디지털 광원 처리(DLP)와 거의 동일한 방식으로 변조된다.
단일 광선의 특별한 경우는 예를 들어 흑백 텔레비전에서와 같이 시스템을 단색 디스플레이로 축소한다. 이 원리는 직시형 디스플레이뿐만 아니라 (전면 또는 후면) 레이저 프로젝터 시스템에도 적용된다.
레이저 TV 기술은 1990년대부터 등장하기 시작했다. 21세기에는 반도체 레이저와 기타 기술의 급속한 발전과 성숙으로 인해 새로운 이점이 생겼다.